# Ana Barceló Chico
Ana Barceló Chico (Saix, 1959) és una política i advocada valenciana, actualment des de 2023 és regidora i cap de l'oposició a l'Ajuntament d'Alacant. Anteriorment va ser la consellera de Sanitat (2018-2022) encarregada de la gestió de la pandèmia de COVID-19 i alcaldessa de Saix (2003-2011).

## Biografia
Llicenciada en dret per la Universitat de València, Barceló ha exercit d'advocada entre 1983 i 2002 als partits judicials d'Elda, Elx, Almansa i Alacant i va ser professora en l'Escola de Pràctica Jurídica de la Universitat d'Alacant (2000-2001).
Políticament milita al Partit Socialista del País Valencià (PSPV-PSOE) i esdevingué alcaldessa del seu municipi per primera vegada a les eleccions locals de 2003 per majora absoluta, revalidant-la a les de 2007 cosa que no va ocórrer el 2011. Barceló continuà al consistori de Saix com a cap de l'oposició fins que renuncià a l'acta de regidora el maig de 2012 per tal de centrar la seua acció política com a diputada a les Corts Valencianes on aleshores ocupava la presidència del Grup Parlamentari Socialista i com a vicesecretària de Política Autonòmica a l'executiva nacional del PSPV que encapçala Ximo Puig.
Ana Barceló ha estat presidenta de la Comissió d'Igualtat de la Federació Espanyola de Municipis i Províncies des de 2005 i secretària de la Comissió d'Hisenda de Federació Valenciana de Municipis i Províncies entre 2003 i 2004. El 2008 accedí a la Secretaria General del PSPV provincial d'Alacant al congrés constituent amb més del 80% de suport siguent substituït pel regidor aspenc David Cerdán al següent congrés provincial celebrat el 2012.
Barceló també ha estat diputada a les Corts Valencianes per la circumscripció d'Alacant a les legislatures VIII, IX i X, que van des de 2011 a 2023. El setembre de 2014 fou elegida Vicepresidenta segona de les Corts després de la renúncia de l'anterior, el també socialista Ángel Luna, triat Síndic adjunt de Greuges. Barceló fou substituïda en la presidència del grup parlamentari socialista pel diputat Jorge Alarte, exsecretari general del PSPV. També va ser la síndica-portaveu del Grup Socialista des del maig de 2022 fins al final de legislatura (2023).

### Consellera de Sanitat Universal i Salut Pública
Ana Barceló accedeix a la conselleria de Sanitat al juny de 2018 quan l'anterior consellera Carmen Montón és nomenada Ministra de Sanitat al govern espanyol de Pedro Sánchez. El president de la Generalitat Ximo Puig va tornar a confiar amb ella en el segon govern del Botànic al juny de 2019.
El seu mandat es va caracteritzar pel procés de reversió de diversos hospitals construïts durant l'etapa dels governs Partit Popular (PP) amb un sistema de construcció pública i gestió privada conegut amb el nom de Model Alzira. Aquest procés, iniciat amb l'anterior consellera Montón, va engegar el retorn a mans públiques de la concessió sanitària d'hospitals i departaments sanitaris com el de l'Hospital d'Alzira (Ribera Alta) -del qui pren el nom del model de gestió del PP-, Torrevella (Baix Segura) o Dénia (Marina Alta).
L'esclat de la pandèmia de Covid-19 el març de 2020 situà a la consellera Barceló en el centre de la gestió política al País Valencià com a màxima responsable del sistema de salut pública.Les peticions de dimissió per part de l'oposició política, del personal sanitari i sociosanitari o de la població en general van ser contínues des de l'aparició del virus. De fet, la justícia va condemnar la conselleria per no protegir el personal i per discriminar la sanitat privada.
L'abril de 2022, en el marc de la remodelació del Consell de la Generalitat desencadenada per la dimissió de l'aleshores síndic-portaveu del PSPV a les Corts Manuel Mata, el president Ximo Puig decideix situar a Barceló al capdavant del grup parlamentari.

### Candidatura a l'alcaldia d'Alacant
L'aposta del PSPV per a recuperar l'alcaldia de la ciutat d'Alacant a les eleccions municipals de 2023 va recaure en l'ex-consellera Barceló per la popularitat rebuda durant els mesos de pandèmia quan la seua gestió va estar ben valorada i amb molta exposició pública. El partit socialista no va aconseguir tombar el govern del PP encapçalat per Luis Barcala i Ana Barceló va esdevenir regidora i cap de l'oposició al consistori alacantí.